# Projekt 1164
Projekt 1164 Atlant (nach der mythologischen Figur „Atlas“), von der NATO als Slawa-Klasse bezeichnet, ist eine Klasse von Lenkwaffenkreuzern der sowjetischen und später der russischen Marine. Die Schiffe sind in der Lage, Flugzeugträger-Verbände und andere große Schiffsziele aus Entfernungen von bis zu 550 Kilometern mit Seezielflugkörpern zu bekämpfen.

## Geschichte

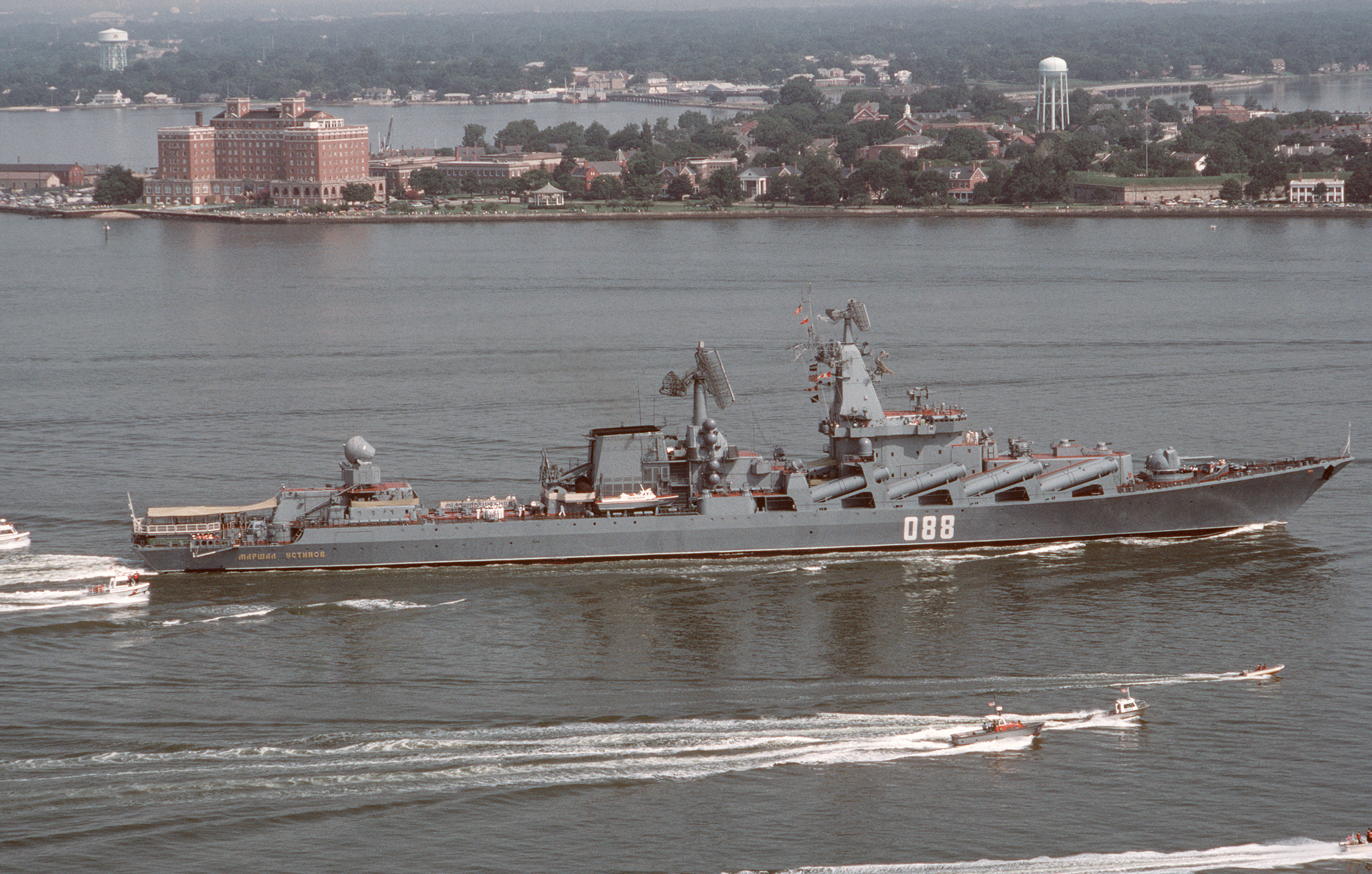
Marschall Ustinow 1989 in Norfolk

Projekt 1164 wurde entwickelt, um gegnerische Flottenverbände anzugreifen. Dazu war Projekt 1164 mit 16 Seezielflugkörpern des Typ P-500 Basalt ausgerüstet, die Schiffsziele auch auf große Entfernungen wirksam bekämpfen konnten. Bis heute wird diese Klasse in der russischen Marine lediglich vom Projekt 1144 an Umfang und Typ der Waffensysteme übertroffen.
Das Typschiff Slawa wurde 1982 bei der Schwarzmeerflotte in Dienst gestellt. 1986 folgte die Marschall Ustinow (Маршал Устинов), die zur Nordflotte kam, und 1990 die Tscherwona Ukraina (Червона Украйна, „rote Ukraine“), die ihren Dienst bei der Pazifikflotte antrat. Ein viertes Schiff, die Admiral Flota Lobow (Flottenadmiral Lobow), sollte 1995 folgen, wurde jedoch nicht fertiggestellt. Die Slawa wurde 1995 in Moskwa (Москва, Moskau) umbenannt, die Tscherwona Ukraina in Warjag (Варяг, Waräger). Die Marschall Ustinow lief 1989 den Hafen von Norfolk an und war damit das erste Schiff der sowjetischen Flotte, das einen amerikanischen Marinestützpunkt besuchte.
Die unter russischer Flagge fahrenden Lenkwaffenkreuzer des Projektes 1164 haben den Zusammenbruch der Sowjetunion überstanden, wurden alle vier Jahre überholt und häufig bei Manövern beobachtet. 2003 nahm die Moskwa an einer Übung mit der indischen Marine teil. Die Marschall Ustinow nahm 2000 bis 2004 an allen großen Manövern der Nordflotte teil und die Warjag an einer Übung im Pazifik. Im April  2022 wurde die „Moskwa“ von ukrainischen Seezielflugkörpern versenkt.
Die Schiffe wurden als Sicherheit gegen einen möglichen Fehlschlag der Kirow-Klasse entwickelt und ihre Zukunft schien aufgrund ihres im Vergleich zur Kirow-Klasse kostengünstigeren Unterhalts gesichert. Bei entsprechender Instandhaltung und einer möglichen Umbewaffnung könnten überlebenden Schiffe bis 2030 im Dienst der russischen Marine bleiben.

## Konstruktion

### Bewaffnung

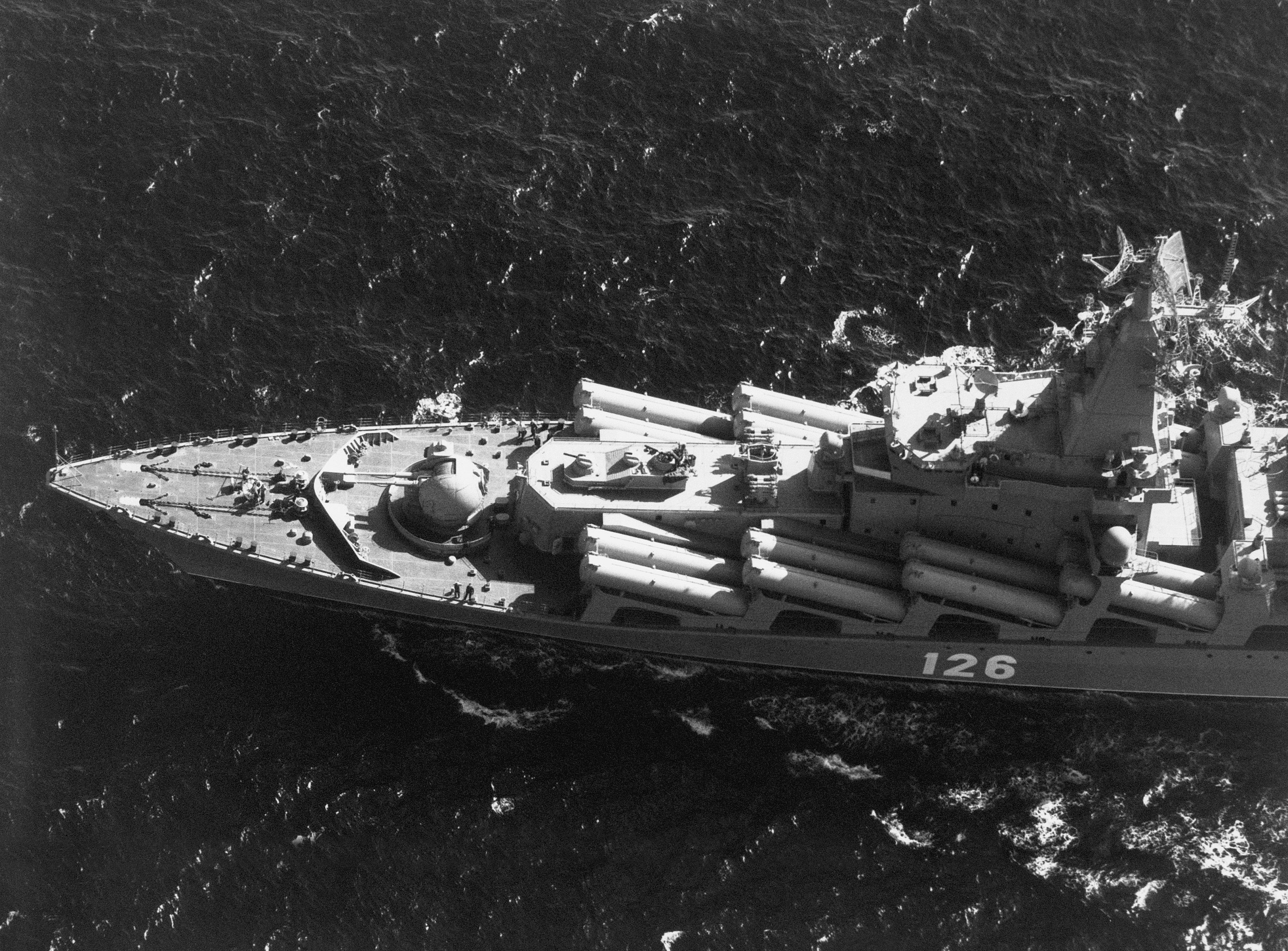
P-500/-1000-Startbehälter

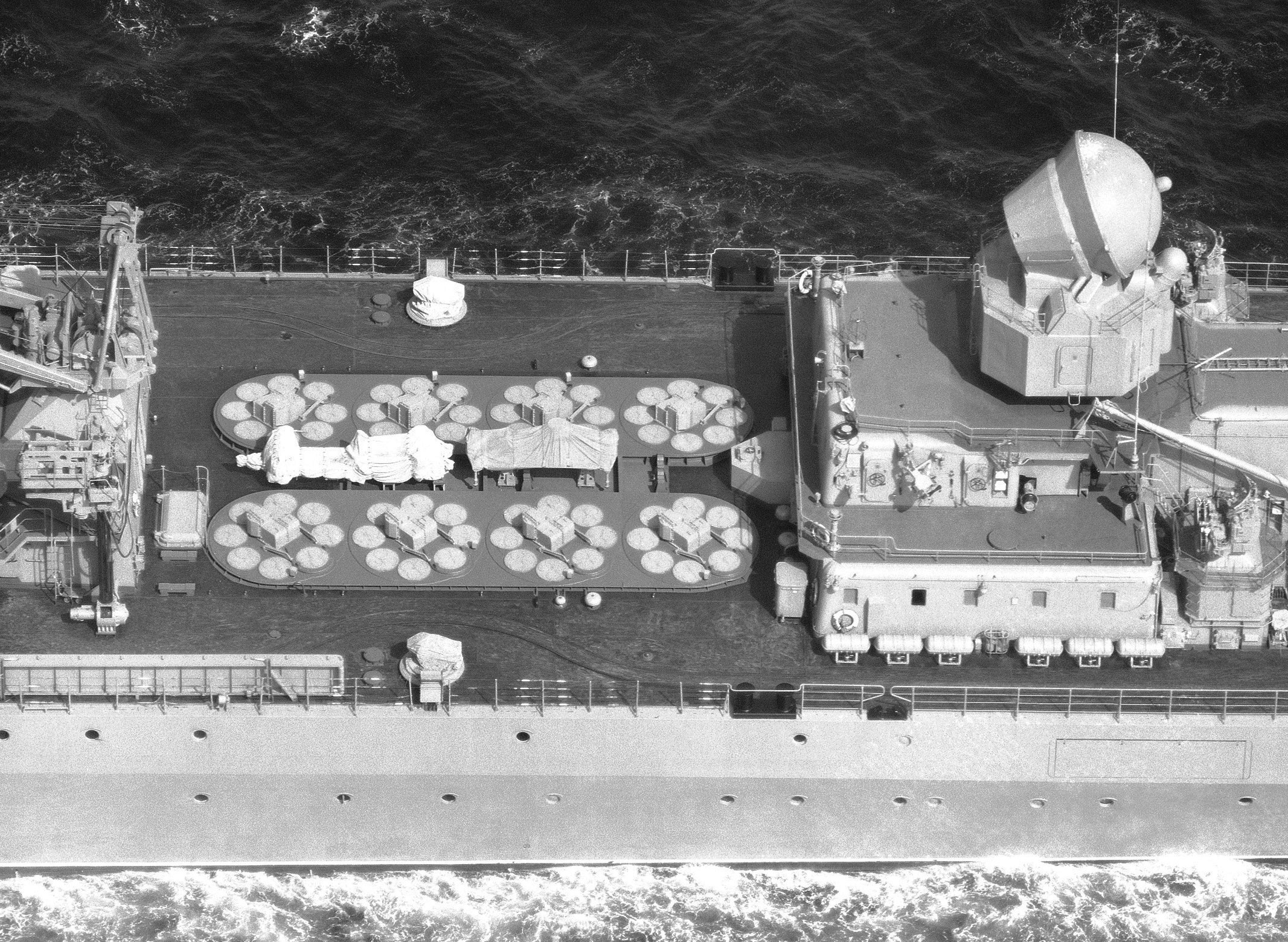
Vertikalstartbehälter und das 3R41-Radar für die S-300F

Die Hauptbewaffnung des Projekts 1164 bilden 16 Seezielflugkörper des Typs P-500 Basalt oder deren Weiterentwicklung P-1000 Wulkan (NATO-Codename: SS-N-12 „Sandbox“). Die Lenkwaffen sind in acht Doppelstartern beidseits der vorderen Schiffsaufbauten untergebracht. Die Ausführung P-500 hat eine Reichweite von bis zu 550 km und die Version P-1000 eine solche von rund 700 km. Die Seezielflugkörper können entweder mit einem konventionellen 1000-kg-Sprengkopf oder einem 350-kt-Nuklearsprengkopf bestückt werden.
Zur Langstrecken-Luftabwehr ist ein Flugabwehrraketenkomplex S-300F Fort (NATO-Codename: SA-N-6 „Grumble“) installiert. Dieser besteht aus einem Feuerleitradar 3R41 Wolna (NATO-Codename „Top Dome“) sowie einer 3S41-Senkrechtstartanlage für Flugkörper. Diese Anlage besteht aus 8 B-204-Magazinen für jeweils 8 5W55RM-Raketen, so dass insgesamt 64 Flugabwehrraketen zur Verfügung stehen. Das 3R41-Feuerleitradar kann gleichzeitig 12 Lenkwaffen gegen 6 Ziele steuern. S-300F Fort hat einen horizontalen Kampfbereich von 7 bis 75 km. Der vertikale Einsatzbereich liegt bei 25 bis 25.000 m. Das System kann gegen Flugzeuge, Drohnen sowie Seezielflugkörper eingesetzt werden.
Die Kurzstrecken-Luftabwehr erfolgt durch zwei Doppelstarter des Systems 4K33 Osa-M. Die Raketen können Ziele in einer Entfernung von bis zu 10 km und einer Höhe von 5 km bekämpfen. Es können sowohl Flugzeuge als auch Helikopter bekämpft werden. Insgesamt stehen 2 Magazine mit je 20 Raketen zur Verfügung.
Am Bug des Schiffes befindet sich ein Zwillingsgeschütz des Typs AK-130. Es hat eine Maximalreichweite von etwa 23 km und kann gegen Schiffe, Landziele, Flugzeuge sowie auch gegen ältere, anfliegende Seezielflugkörper eingesetzt werden. Die Kadenz beträgt 10–40 Schuss/min pro Lauf.
Als Nahbereichsverteidigungssystem sind sechs sechsläufige Gatlingkanonen des Typs AK-630 installiert. Sie erreichen eine effektive Reichweite von etwa 3000 m und eine theoretische Kadenz von 3000 Schuss/min.
Zur U-Boot-Abwehr sind zwei Zwölffach-Wasserbombenwerfer des Typs RBU-6000 und zwei Fünffach-Torpedostarter installiert. Die RBU-6000 hat ein Kaliber von 213 mm. Das Geschossgewicht beträgt 110 kg, wovon der Sprengkopf 25 kg ausmacht. U-Boote können damit in einer Entfernung von bis zu 6000 m und einer Tiefe von ca. 500 m bekämpft werden. Die Torpedorohre sind in der Lage, neben normalen Torpedos auch die Waffen des U-Boot-Abwehrkomplexes RPK-6 Wodopad-NK sowie des universellen Raketen-Komplexes Kalibr einzusetzen.

### Rumpf und Antrieb
Die Schiffe des Projekts 1164 sind 186 m lang, 20,8 m breit und haben einen Tiefgang von 7,6–9,3 m. Standardmäßig verdrängt ein Schiff um die 10.000 Tonnen, voll beladen etwa 12.500 Tonnen. Die Schiffe werden mit einem COGOG-System angetrieben. Sie verfügen über vier Hauptturbinen mit einer Gesamtleistung von 90.000 PS und über zwei Hilfsturbinen mit einer Gesamtleistung von 20.000 PS. Die Schiffe erreichen damit eine Höchstgeschwindigkeit von rund 32 Knoten. Mit 30 Knoten Fahrt beträgt die Reichweite etwa 2500 Seemeilen, mit 18 Knoten Fahrt etwa 6800 Seemeilen.

## Einheiten
| aktueller Name                     | ehemaliger Name                          | Bauwerft                 | Kiellegung       | Stapellauf       | Indienststellung | Bemerkungen (Flotte)       |
| ---------------------------------- | ---------------------------------------- | ------------------------ | ---------------- | ---------------- | ---------------- | -------------------------- |
| Moskwa (Москва)                    | Slawa                                    | Werft Nr. 445, Nikolajew | 5. November 1976 | 27. Juli 1979    | 7. Februar 1982  | am 14. April 2022 versenkt |
| Marschall Ustinow (Маршал Устинов) |                                          | Werft Nr. 445, Nikolajew | 1978             | 25. Februar 1982 | 5. November 1986 | aktiv (Nordflotte)         |
| Warjag (Варяг)                     | Tscherwona Ukraina                       | Werft Nr. 445, Nikolajew | 31. Juli 1979    | 28. August 1983  | 16. Oktober 1989 | aktiv (Pazifikflotte)      |
| 1164                               | Ukraina, Admiral Flota Lobow, Komsomolez | Werft Nr. 445, Nikolajew | 1983             | 1990             | unvollendet      | unvollendet                |

Die Marschall Ustinow wurde seit 2011 in der Werft „Swjesdotschka“ in Sewerodwinsk überholt und modernisiert. So wurde das Fregat-M Radar durch das modernere und für tieffliegende Ziele optimierte AESA-Radar Fregat-M2M und das Überwachungsradar ebenfalls durch das neuere Podberjosowik ersetzt. Im vierten Quartal 2016 unternahm die Marschall Ustinow Testfahrten und soll Anfang 2017 wieder in Dienst gestellt werden. Einige Quellen vermuten, dass auch die Raketenbewaffnung durch die modernen Kalibr oder P-800 Oniks ersetzt wurden.

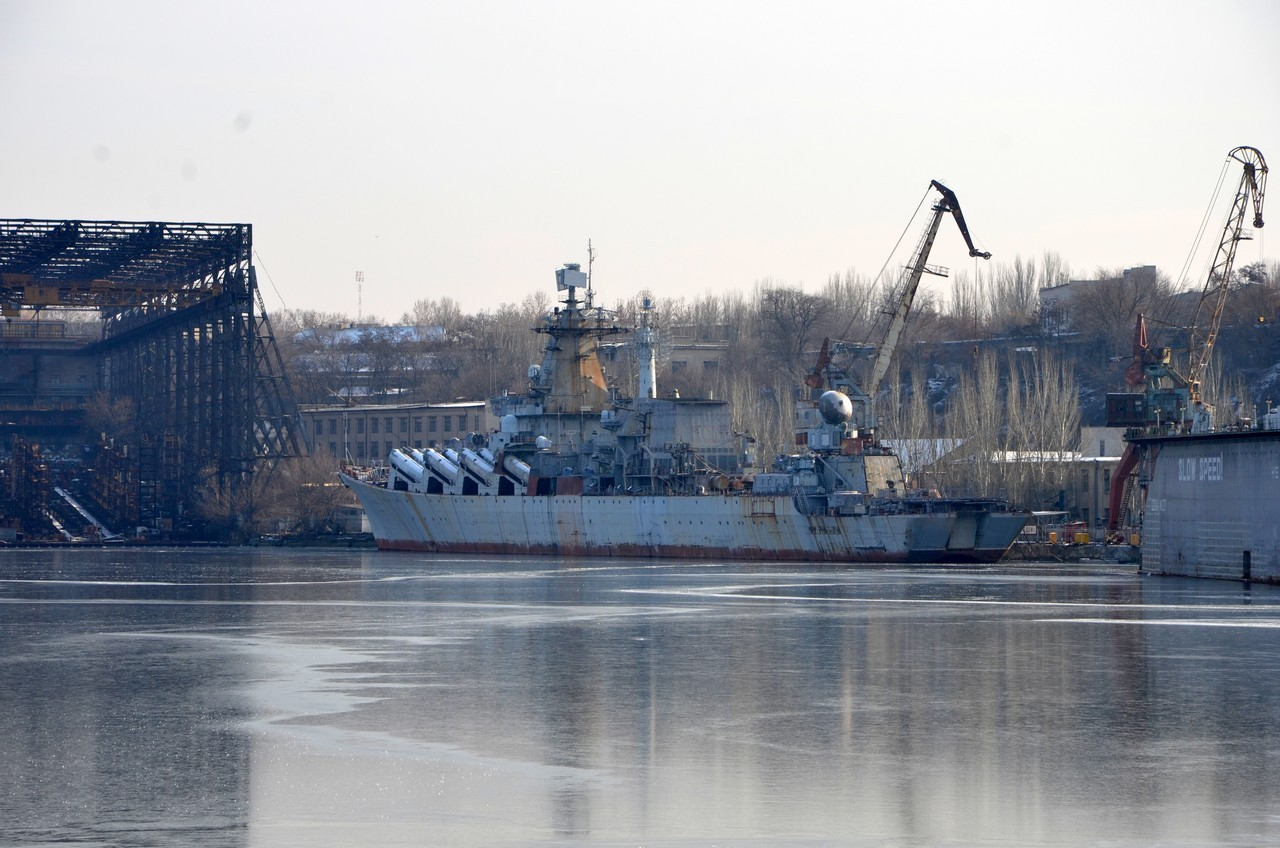
Ukraina, 2013

Die Admiral Flota Lobow ging beim Zusammenbruch der Sowjetunion 1992 in das Eigentum der Ukraine über und wurde in Ukraina (Україна) umbenannt. Die Arbeiten an der Ukraina wurden 1996 gestoppt, 1999 wieder aufgenommen und 2001 erneut gestoppt. In den 2000er-Jahren war das Schiff zu 95 Prozent fertiggestellt und die Ukraine suchte einen Käufer dafür. Russland hatte großes Interesse an der Ukraina, doch bis heute kam ein Verkauf nicht zustande. 2010 wurde das Schiff in 1164 umbenannt, was als Möglichkeit eines baldigen Verkaufs nach Russland gedeutet wurde. Jedoch wurde im März 2017 bekannt, dass der nunmehr 30 Jahre alte unvollendete Torso abgewrackt werden soll. Die – inzwischen in „Nördliche Mykolajiwer Werft“ umbenannte und zum staatlichen ukrainischen Rüstungskonzern UkrObronProm gehörende Werft – versucht, die Verschrottung zu verhindern und Finanzmittel für die Fertigstellung sowie die Zahlung der seit 2015 ausstehenden Gehälter zu bekommen. Die Fertigstellungskosten werden 2018 mit 30 Millionen US$ angenommen. Ein potentieller Käufer könnte Indien sein.
Die Moskwa versank am 14. April 2022 während des Kriegs in der Ukraine im Schwarzen Meer. Mit einiger Wahrscheinlichkeit wurde sie von ukrainischen Neptun-Seezielflugkörpern getroffen, wobei Russland nur einen Brand und die Explosion von Munition meldete. Die beiden anderen Schiffe wurden vor Kriegsbeginn ins Mittelmeer beordert, können jedoch aufgrund der Sperrung des Bosporus nicht ins Schwarze Meer einlaufen.